# Francis Hackett
Francis Hackett (21. januar 1883 i Kilkenny, Irland – 25. april 1962 i Gentofte) var en irsk-født forfatter. 
Hackett, der var søn af læge John Byrne H. og Bridget Doheny, er mest kendt for at have skrevet en detaljeret bog om Henry VIII. Han var også en kendt kritiker, der har udgivet flere andre bøger, hvoraf de fleste var enten ikke-fiktion eller biografier. 
Han blev gift med den danske forfatter Signe Toksvig, og parret boede i Irland i de første år af deres ægteskab, og flyttede derefter til Danmark, og senere til USA under 2. verdenskrig, og igen tilbage til Danmark.